# Parafia św. Marcina Biskupa w Lipowej
Parafia św. Marcina Biskupa – rzymskokatolicka parafia w miejscowości Lipowa (powiat brzeski, województwo opolskie). Parafia należy do dekanatu Grodków w diecezji opolskiej. Prowadzona przez Zgromadzenie Księży Misjonarzy św. Wincentego a Paulo.

## Historia parafii
Parafia powstała w XIII wieku. Od 2020 proboszczem parafii jest ks. Zbigniew Goźliński CM. 

## Liczebność i zasięg parafii
Parafię zamieszkuje 1110 mieszkańców, zasięgiem duszpasterskim obejmuje ona miejscowości:
- Lipowa,
- Gola Grodkowska,
- Przylesie Dolne.

## Inne kościoły i kaplice
- Kościół Świętych Apostołów Piotra i Pawła w Przylesiu Dolnym.

## Duszpasterze

### Proboszczowie po 1945 roku
- ks. Paweł Trautmann,
- ks. Wawrzyniec Hędrzak,
- o. Paweł Wyspiański OSJ,
- ks. Marian Kromolicki,
- ks. Józef Gawlik,
- ks. Jan Szymała,
- ks. Józef Białas,
- ks. Janusz Torbus,
- ks. Zbigniew Połatajko,
- ks. Teodor Smiatek,
- ks. Jan Bujak,
- ks. Tadeusz Łużny OSJ (administrator)[1],
- ks. Zbigniew Goźliński MC.

## Wspólnoty parafialne
- Żywy Różaniec,
- Ministranci,
- Dzieci Maryi,
- Szafarze Komunii Świętej,
- Rada Parafialna.

Źródło: 